# Lothar Wolleh
Lothar Wolleh, né le 20 janvier 1930 à Berlin et mort le 28 septembre 1979 à Londres, est un photographe allemand.
Jusqu’à la fin des années 1960, Lothar Wolleh travailla comme photographe publicitaire. Puis il abandonna cette activité commerciale pour se concentrer entièrement sur son travail dans le domaine de la photographie indépendante et artistique. Les thèmes auxquels il se consacra sa vie durant englobent les trois domaines centraux « Les artistes », « Les mondes du travail » et « Le croyant ». Ses portraits de peintres, sculpteurs et activistes de renommée internationale, parmi lesquels l’on compte des personnalités telles que Georg Baselitz, Joseph Beuys, Christo, René Magritte, Gerhard Richter, Dieter Roth, Jean Tinguely ou Günther Uecker, constituent un élément central de son œuvre. Au total, il a réalisé le portrait de 109 artistes.
Outre par les portraits, forme d’expression centrale, son œuvre est marquée par les livres de photographies pour bibliophiles.

## Biographie
Lothar Wolleh a passé ses jeunes années dans une Allemagne marquée par la guerre et le national-socialisme.
De 1946 à 1948, il suivit les cours d’enseignement élémentaire et de peinture figurative à l’École supérieure d’art appliqué de Berlin-Weißensee.
Jeune homme, accusé à tort d’espionnage par l’occupant russe, il fut arrêté et condamné à quinze ans de travaux forcés dans les mines de Sibérie. Après six ans de captivité en Russie, dans le camp pénitentiaire de Vorkouta, il put, à la suite de la réussite des négociations sur le retour des prisonniers de guerre allemands, rentrer à Berlin.
Il suivit ensuite, de 1956 à 1957, une formation à la Lette-Verein, une école d’enseignement professionnel de photographie, d’arts graphiques et de mode de Berlin.
Il a pris part à un programme de convalescence de plusieurs mois élaboré par le Conseil œcuménique des Églises destiné aux jeunes gens victimes de guerre, ce qui lui permit d’effectuer un séjour sur l’île de Gotland, en Suède, qui sera à la base de son penchant toute sa vie durant pour les hommes et les paysages.
De 1959 à 1961, il étudia à la Folkwangschule für Gestaltung (école de design) à Essen où il eut pour professeur le grand photographe allemand Otto Steinert.
En tant que photographe indépendant, Wolleh exerça tout d’abord avec succès principalement dans le domaine de la publicité. Des entreprises renommées telles que la Deutsche Bundesbahn ou Volkswagen faisaient partie de ses clients.

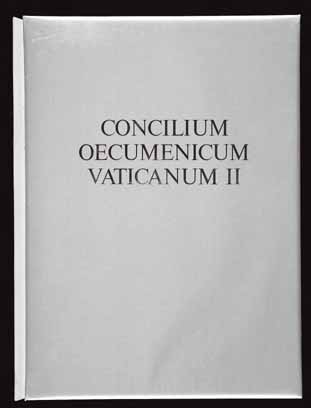
Couverture : Lothar Wolleh, Das Konzil, II Vatikanisches Konzil (Le concile. Concile de Vatican II), Stuttgart 1965

En 1965, Wolleh photographia le concile Vatican II à Rome. Il en résulta, avec la participation du père Emil Schmitz, la documentation : « Das Konzil, II Vatikanisches Konzil » (Le concile. Concile de Vatican II). En 1975, il documenta les cérémonies organisées à l’occasion de l’Année Sainte et publia les deux magnifiques livres de photographies en couleur sur les deux événements : Das Konzil (Le Concile) (1965) et Apostolorum Limina (1975). En 1970, il réalisa le volume URSS : Der Sowjetstaat und seine Menschen (L’État soviétique et ses hommes).

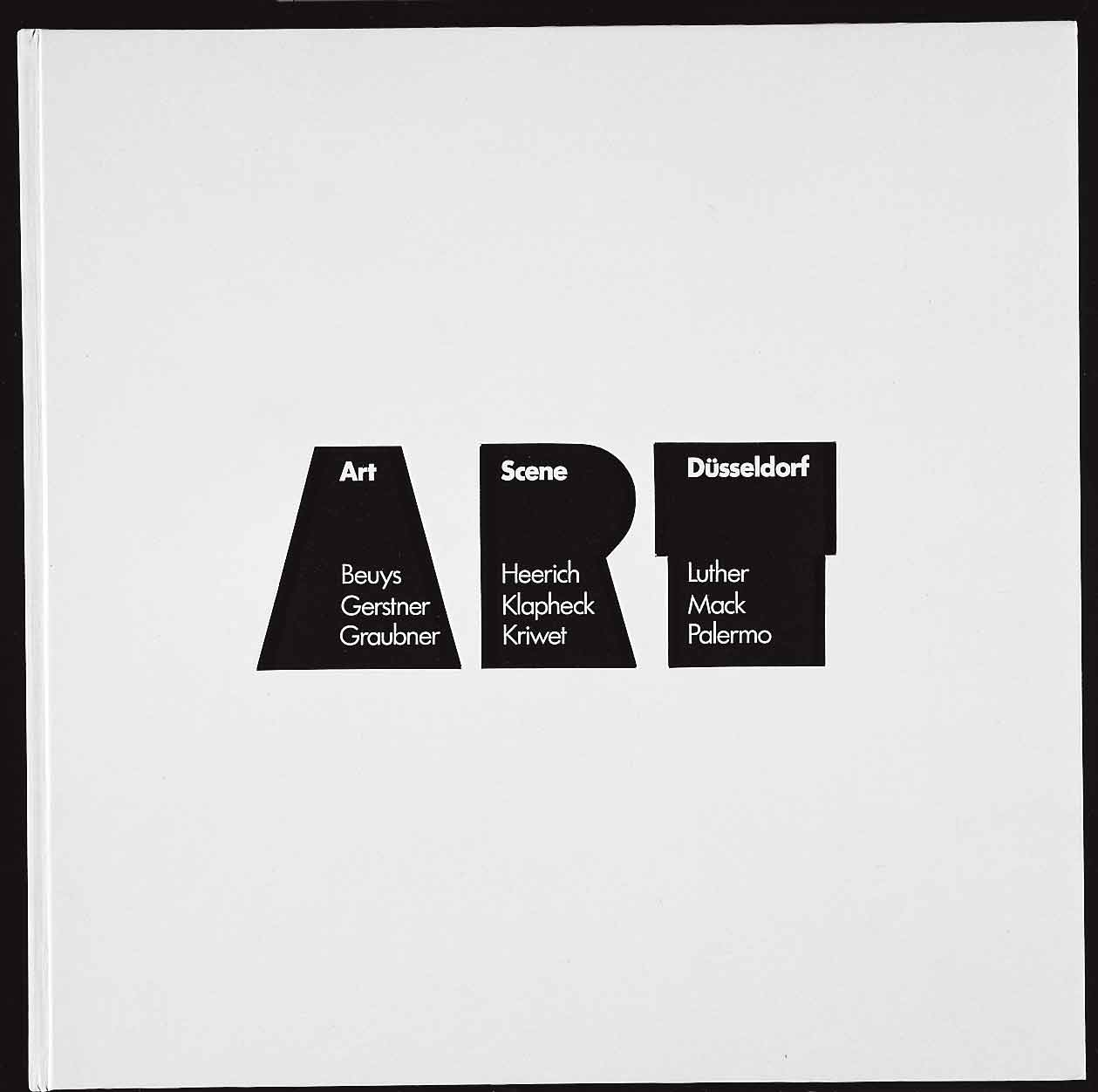
Couverture : Lothar Wolleh, Art Scene Düsseldorf 1, Stuttgart 1972

Sur suggestion de son ami Günther Uecker, peintre et artiste matérialiste allemand, Wolleh commença à la fin des années 1960 à photographier systématiquement des peintres, sculpteurs et activistes de renommée internationale. Ces portraits donnèrent lieu à de nombreux grands projets de livres de photographies parmi lesquels Nagelbuch avec Günther Uecker en 1972, Art Scene Düsseldorf en 1973, le projet de Unterwasserbuch (livre sous-marin) en collaboration avec Joseph Beuys, « Das Schoonhoven-Buch » (Le livre de Schoonhoven) (non publié) ou le volume sur le groupe d’artistes des « Neue Realisten » (Nouveaux réalistes) (non publié).
D’autres projets de volumes de photographies tels que la série « Männer der Wirtschaft » (Les hommes de l’économie) sur l’élite des dirigeants d’entreprise dans les années 1970 en République fédérale d’Allemagne. Entre 1977 et 1979, il effectua plusieurs séjours en Pologne dans le cadre de son travail sur les volumes de photographies «Die schwarze Madonna von Tschenstochau» (La Madone noire de Tschenstochau) et Schloß Wawel (Château Wawel).

## Son œuvre
Lothar Wolleh suivit systématiquement dans son œuvre des principes créateurs en conservant et réalisant avec précision une structure strictement symétrique pour ses photographies. La photographie en noir et blanc dans le cadre d’un format fondamentalement carré constitue une autre caractéristique importante de son œuvre.
L’exposition individuelle : Lothar Wolleh – Eine Wiederentdeckung : Fotografien 1959 bis 1979 (Lothar Wolleh – une redécouverte : photographies de 1959 à 1979) aura lieu jusqu’en 2007 avec passages à la Kunsthalle de Brême, au Stadtmuseum de Hofheim, au Kunstmuseum d’Ahlen et à la Deutschherrenhaus de Coblence.

### Liste des artistes portraiturés par Lothar Wolleh
- Magdalena Abakanowicz
- Armand Pierre Fernandez
- Georg Baselitz
- Joseph Beuys
- Max Bill
- Agostino Bonalumi
- Artur Brunsz
- Camille Bryen
- Pol Bury
- Enrico Castellani
- Mario Ceroli
- César Pelli
- Christo
- Gianni Colombo
- Sonia Delaunay-Terk
- Gérard Deschamps
- Paul Dierkes
- César Domela
- Francois Dufrene
- Ulrich Erben
- Robert Filliou
- Lucio Fontana
- Vic Gentils
- Karl Gerstner
- Stefan Gierowski (en)
- Renate Göbel
- Zbigniew Gostomski
- Jerzy Grabowski
- Gotthard Graubner
- Raymond Hains
- Al Hansen
- Bernhard Heiliger
- Jan Henderikse
- Geoffrey Hendricks
- Jiri Hillmar
- Dorothy Iannone
- Margrit Jäggli
- Jerzy Kalucki
- Allan Kaprow
- Edward Kienholz
- Konrad Klapheck
- Jiří Kolář
- Jan Kotik (en)
- Edward Krasinski
- Ferdinand Kriwet
- Frantisek Kyncl
- Laszlo Lakner
- Bernhard Luginbühl
- Adolf Luther
- Heinz Mack

Galerie
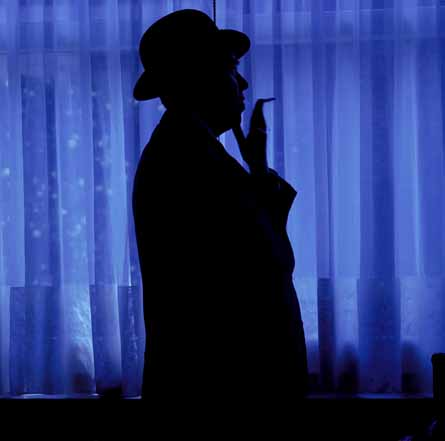
René Magritte
- Jadwiga Maziarska
- Paul Mansouroff
- Christian Megert
- Henry Moore
- Claes Oldenburg
- Roman Opalka
- Jerzy Orbitowski
- Robin Page
- Blinky Palermo
- Lil Picard
- Otto Piene
- Mark Prent
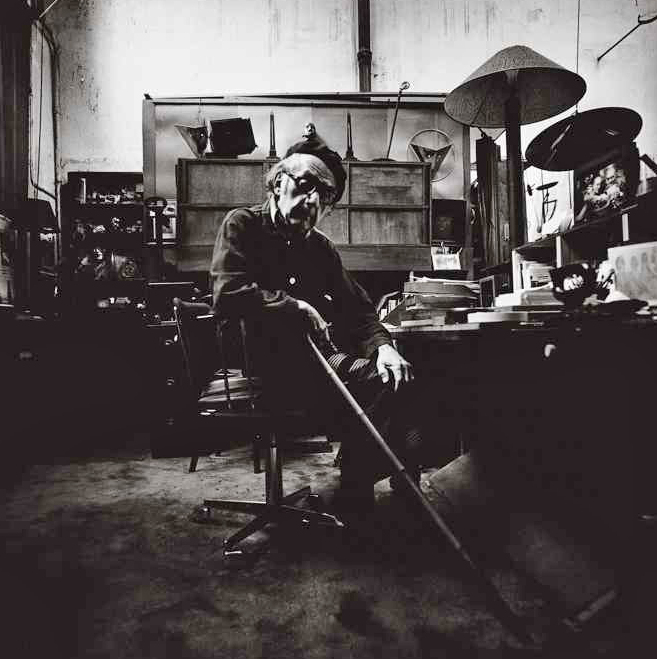
Man Ray
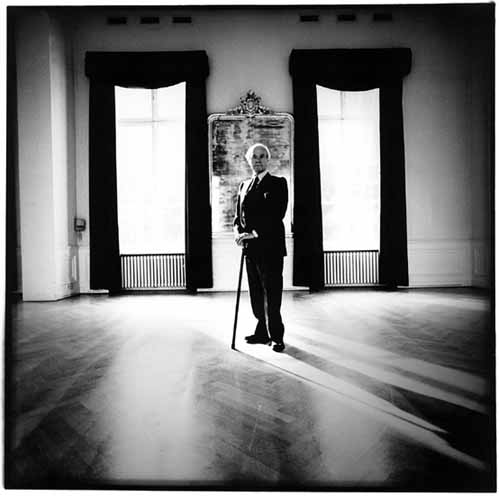
Henry Moore
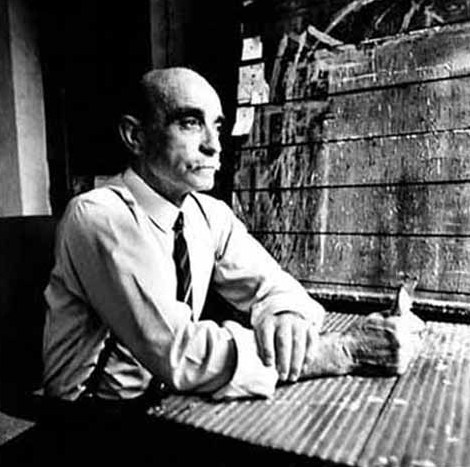
Lucio Fontana
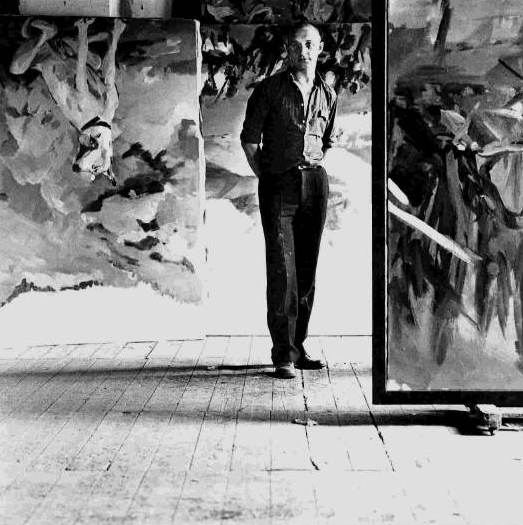
Georg Baselitz
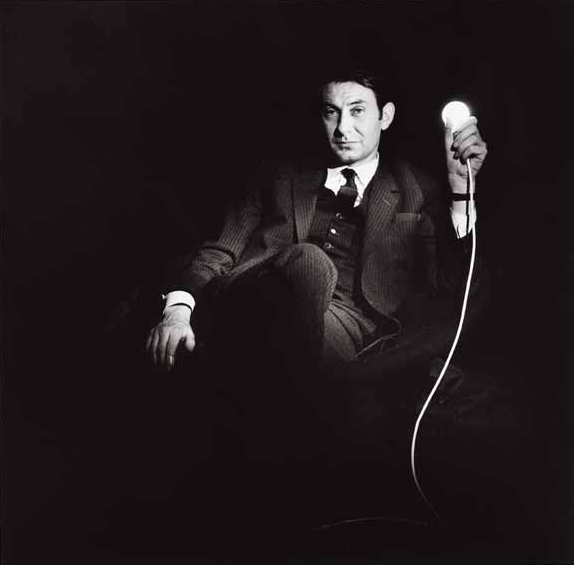
Otto Piene
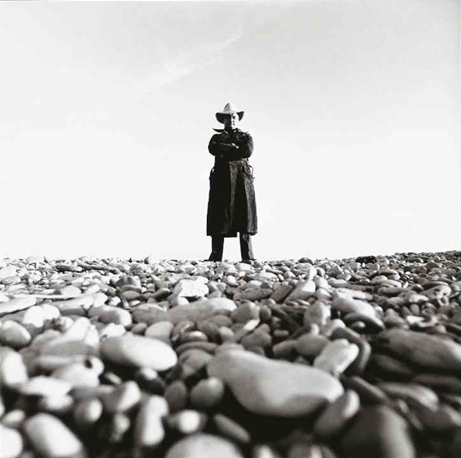
Armand Pierre Fernandez
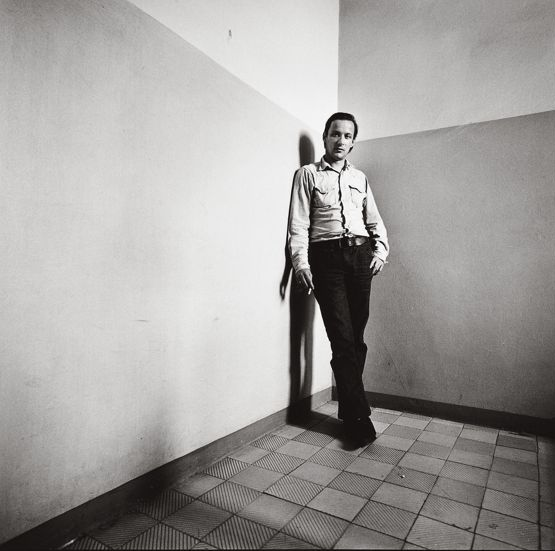
Blinky Palermo
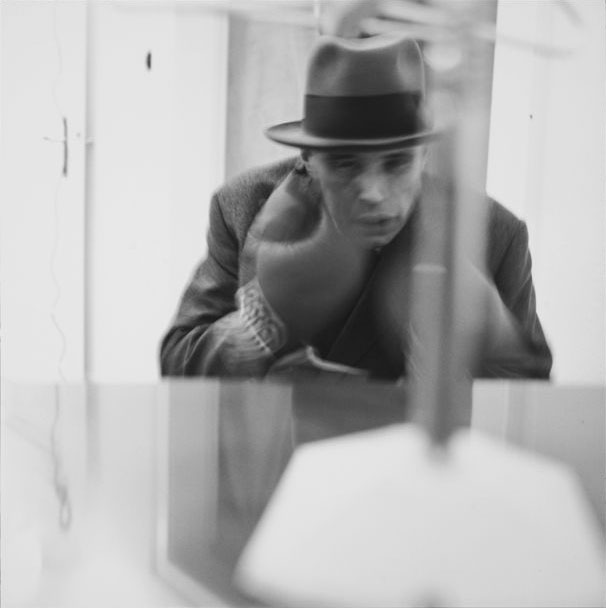
Joseph Beuys

- Jean-Pierre Raynaud
- Martial Raysse
- Rrich Reusch
- Gerhard Richter
- Hans Richter
- Klaus Rinke
- Mimmo Rotella
- Dieter Roth
- Ulrich Rückriem
- Reiner Ruthenbeck
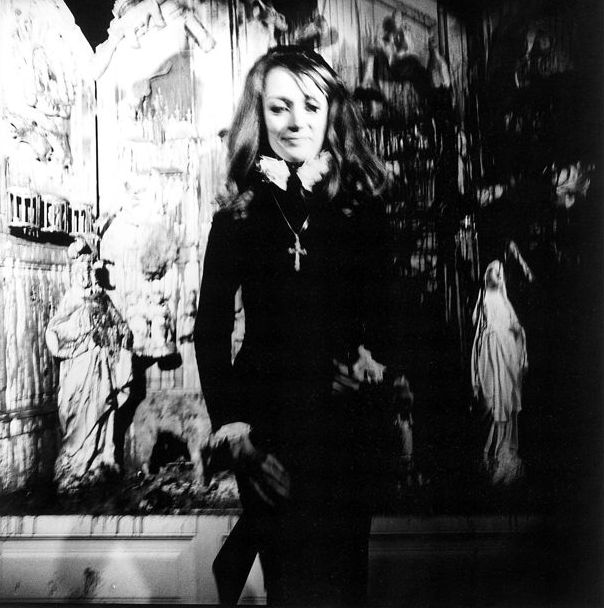
Niki de Saint Phalle
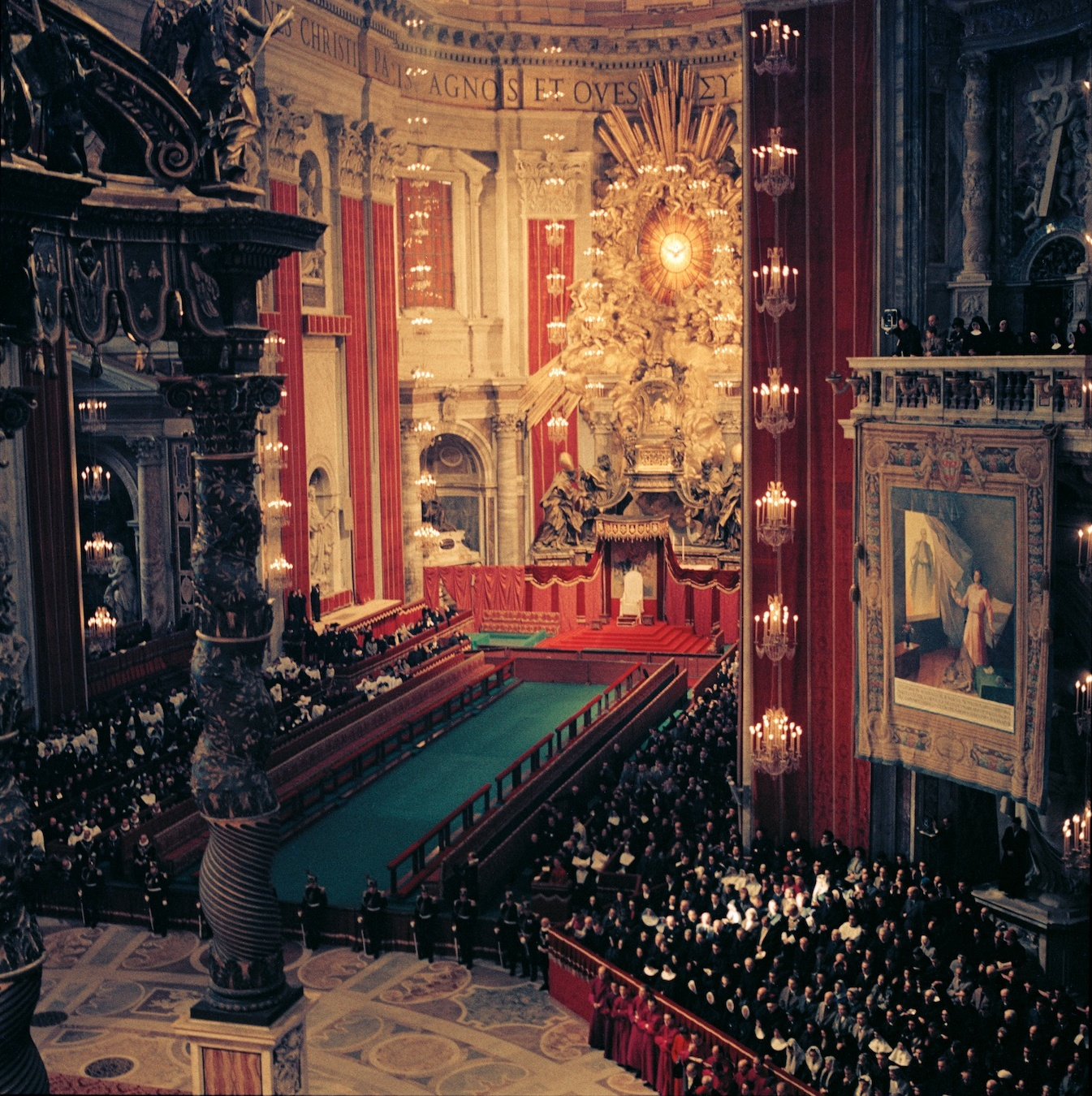
Concile de Vatican II

- Jan J.Schoonhoven
- Kajetan Sosnowski (en)
- Jesús-Rafael Soto
- Daniel Spoerri
- Friederich Stabenau
- Henryk Stazewski
- Jonasz Stern
- Rolf Szymanski
- Feliks Szyszko
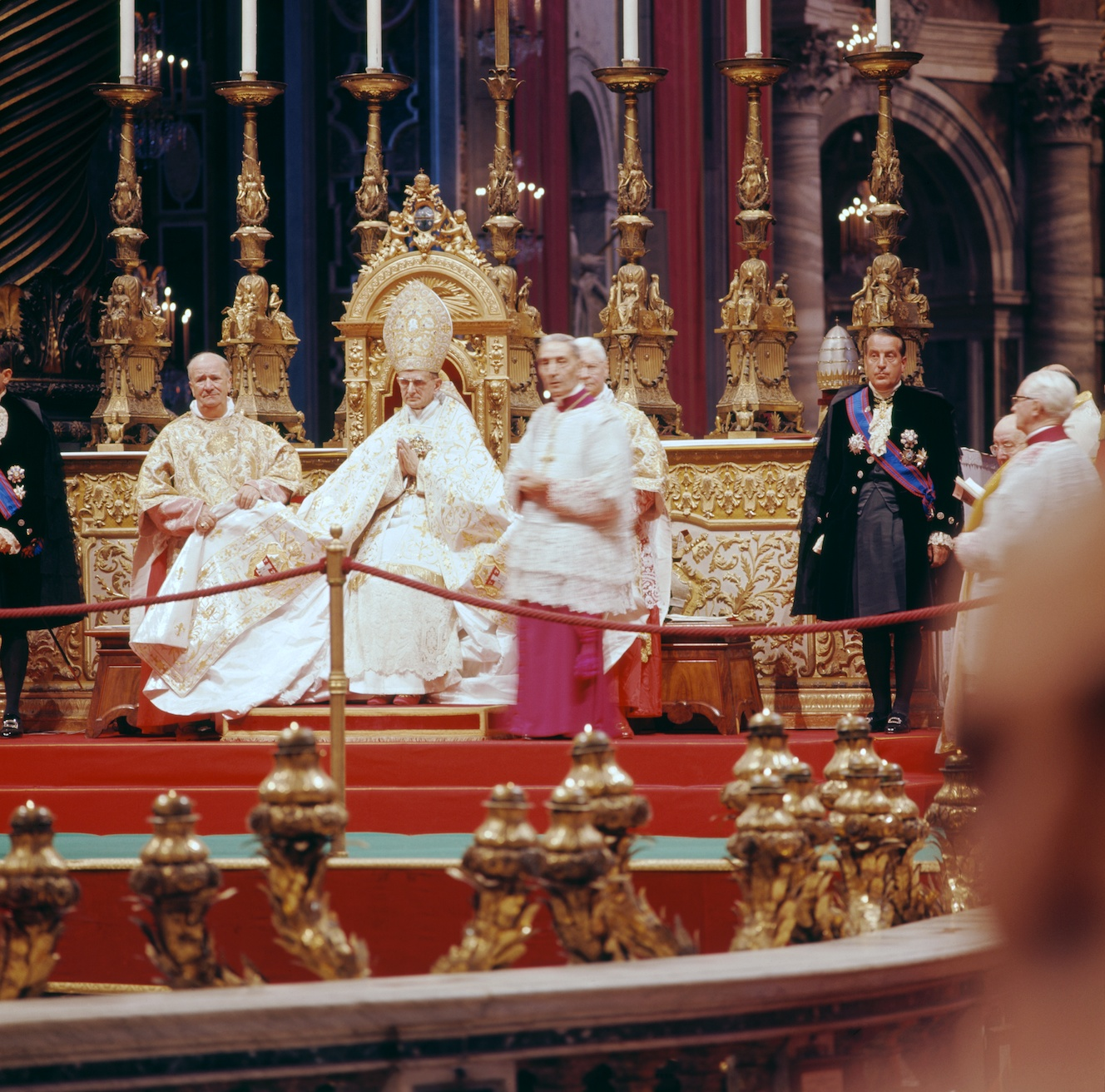
Paul Talman
- André Thomkins
- Jean Tinguely
- Mark Tobey
- Jerzy Trelinski
- Günther Uecker
- Georges Vantongerloo
- Jef Verheyen
- Jacques Mahé de La Villeglé
- Marian Warzecha
- Stefan Wewerka
- Ryszard Winiarski
- Ray Woolard
- Fritz Wotruba
- Herbert Zangs
- Rajmund Ziemski

- Galerie
- René Magritte
- Man Ray
- Henry Moore
- Lucio Fontana
- Georg Baselitz
- Otto Piene
- Armand Pierre Fernandez
- Blinky Palermo
- Joseph Beuys
- Niki de Saint-Phalle
- Concile de Vatican II
- Paul VI

## Expositions

### Individuelles
- 1964: Farbige Fotografie. Bilder aus dem Vatikan, cathédrale d'Essen (organisée par Essener Bischof Hengsbach en 1964)
- 1965: Zyklus von Farbfotos zum römischen Konzil, Galerie Valentin, Stuttgart

### Collectives
- 1962: Otto Steinert und Schüler. Fotografische Ausstellung, Göppinger Galerie, Francfort-sur-le-Main

### Rétrospectives posthumes
- 1980: Lothar Wolleh: Künstlerbildnisse. Kunstobjekte, Photographien, portraits d'artistes dans la Kunsthalle de Düsseldorf
- 1986: Lothar Wolleh – Das Foto als Kunststück, Lippischen Gesellschaft für Kunst, château de Detmold
- 1995: Lothar Wolleh 1930–1979: Künstlerbildnisse – Kunstobjekte, Photographien, Kunstmuseum Ahlen (de)
- 2005–2007: Lothar Wolleh. Eine Wiederentdeckung: Fotografien 1959 bis 1979, Kunsthalle de Brême, Ludwig Museum Koblenz (de), Kunst-Museum Ahlen, Stadtmuseum Hofheim am Taunus
- 2006: Joseph Beuys in Aktion. Heilkräfte der Kunst (collective) Museum Kunstpalast, Düsseldorf
- 2008: Fotos schreiben Kunstgeschichte (collective) Museum Kunstpalast, Düsseldorf
- 2008: Unsterblich! Das Foto des Künstlers, Musées d'État de Berlin, Kunstbibliothek
- 2008: Lothar Wolleh: Künstlerportraits, Galerie f5,6, Munich
- 2009: Lothar Wolleh: Portraits d'artistes, Institut Goethe de Paris
- 2012: Lothar Wolleh: Joseph Beuys im Moderna Museet, Stockholm, Januar 1971, Museum für Gegenwart de la Gare de Hambourg (Berlin)
- 2012: Das Kozil – Fotografien von Lothar Wolleh, Berlin, Bonifatiushaus Fulda
- 2013: Lothar Wolleh (1930–1979) : Das Zweite Vatikanische Konzil im Bild Fotografien, Franz Hitze Haus, Münster
- 2014: Lothar Wolleh Künstlerportraits der sechziger und siebziger Jahre, Kunstmuseum Magdeburg
- 2015: Lothar Wolleh – Die ZERO–Künstler, Galerie Pavlov’s Dog, Berlin
- 2015: Lothar Wolleh - Vaticanum II, Galerie f5,6, Munich
- * 2017: ''Lothar Wolleh - Portraits international bekannter Künstler'', Galerie Ruth Leuchter, Düsseldorf
- * 2018: „Lothar Wolleh – Bernd Jansen Künstlerportraits“, Hermann Harry Schmitz Institut, Düsseldorf
- * 2019: „Lothar Wolleh Raum 1 - Menschen, Farben, Licht“, Lothar Wolleh Raum, Berlin
- * 2020: „Subjekt und Objekt. Foto Rhein Ruhr“, Kunsthalle Düsseldorf
- * 2020: „Lothar Wolleh Raum 2 - Jenseits der Gegenständlichkeit“, Lothar Wolleh Raum, Berlin
- * 2020: „The Sky as a Studio. Yves Klein and his Contemporaries“, Centre Pompidou-Metz
- * 2020: „Lothar Wolleh Raum 3 - Atmosphären der Phantasie“, Lothar Wolleh Raum, Berlin
- * 2020: „TRUTH/REALITY“, Coppejans Gallery, Antwerpen
- * 2021: „Joseph Beuys. Der Raumkurator, mit Arbeiten von Lothar Wolleh, Staatsgalerie, Stuttgart
- * 2021: „Der Erfinder der Elektrizität. Joseph Beuys und der Christusimpuls. Mit einer Dokumentation von Lothar Wolleh, St. Matthäus-Kirche, Berlin
- * 2021: „"Wer nicht denken will fliegt raus.", Coppejans Gallery, Antwerpen
- * 2021: „Lothar Wolleh: Intuition! Interaction!“, Museum für Zeitgenössische Kunst Antwerpen (M HKA)
- * 2021: „Sankt Peter in Sankt Peter - Die Rombilder von Lothar Wolleh, Kunst-Station Sankt Peter, Köln
- * 2021: „Joseph Beuys – Lothar Wolleh: das Unterwasserbuch-Projekt“, Lothar Wolleh Raum, Berlin
- * 2021: „Westblick – Ostblick | Künstlerporträts von Lothar Wolleh und Lenke Szilágyi, Collegium Hungaricum, Berlin
- * 2021: „Kriwet – ein Dichter aus Düsseldorf, Heinrich-Heine-Institut, Düsseldorf
- * 2021: „NOTHINGTOSEENESS void/white/silence“, Akademie der Künste, Berlin
- * 2021: „Beat the System!“, Ludwig Forum Aachen
- * 2021: „Beuys & Duchamp Artists of the Future”, Kaiser Wilhelm Museum, Krefeld
- * 2021: „Lothar Wolleh: Joseph Beuys - Vom Moderna Museet zum Unterwasserbuch-Projekt“, Goethe-Institut, Stockholm
- * 2021: „Warum denn in die Ferne ..." oder "In 18 Büchern um die Welt", Esslinger Kunstverein e.V.
- * 2021: „[Quoi ?]Joseph Beuys: Antecedent, Coincidences and Influences”, Museo de Arte Contemporaneo Helga de Alvear (en espagnol : Museo de Arte Contemporáneo Helga de Alvear), Cáceres
- * 2022: „Lothar Wolleh Raum 5 - Im Focus Günther Uecker“, Lothar Wolleh Raum, Berlin

## Littérature
- Karl-Heinz Hering: Lothar Wolleh. Künstlerbildnisse, Kunstobjekte, Photographien. Kunstverein für die Rheinlande und Westfalen, Düsseldorf 1980.
- Das Foto als Kunststück. In: Art Magazin. Ausgabe 8/1980.
- Patricia G. Berman, Art Scene Düsseldorf: The Performative Print. In: Reinhold Heller, Anja Chávez: Two and One, Printmaking in Germany 1945–1990, Davis Museum and Cultural Center, Wellesley College. Wellesley, Mass. 2003,  (ISBN 0-9744898-0-8).
- Wulf Herzogenrath, Burkhard Leismann (Hrsg.): Lothar Wolleh. Eine Wiederentdeckung. Fotografien 1959–1979. Hauschild Verlag, Bremen 2005,  (ISBN 3-89757-304-0).
- Kristina Lowis (Hrsg.): Unsterblich! Das Foto des Künstlers. Staatliche Museen zu Berlin, Berlin 2008,  (ISBN 978-3-88609-656-5).
- Udo Kittelmann (Hrsg.): Lothar Wolleh. Joseph Beuys im Moderna Museet, Stockholm, Januar 1971. Buchhandlung Walther König, Köln 2012,  (ISBN 978-3-86335-263-9).
- Antoon Melissen, Lothar Wolleh Raum (Hrsg): Joseph Beuys und Lothar Wolleh - Das Unterwasserbuch-Projekt, Kerber Verlag, Bielefeld/Berlin 2021,  (ISBN 978-3-7356-0769-0)